# Boulevard Sauvan
Pour les articles homonymes, voir Sauvan.
Le boulevard Sauvan est une voie marseillaise située dans le 12e arrondissement de Marseille. 

## Situation et accès
Cette courte voie se situe dans le quartier de Saint-Barnabé. Elle prolonge la rue des Électriciens à partir de l’avenue de Saint-Julien, longe de nombreux petits lotissements résidentiels et se termine boulevard Henri-Fabre.

## Origine du nom
Ce boulevard doit son nom à Ernest Sauvan (1845-1926), conseiller municipal de Marseille. 

## Historique
Auparavant appelé « traverse Capus », la voie prend sa dénomination actuelle par délibération du conseil municipal en date du 9 novembre 1927.
Le boulevard est classé dans la voirie de Marseille le 9 juillet 1959.

## Bâtiments remarquables et lieux de mémoire
- À l’angle avec l’avenue de Saint-Julien se trouve la synagogue Beth Habad.